# Famille Couchet

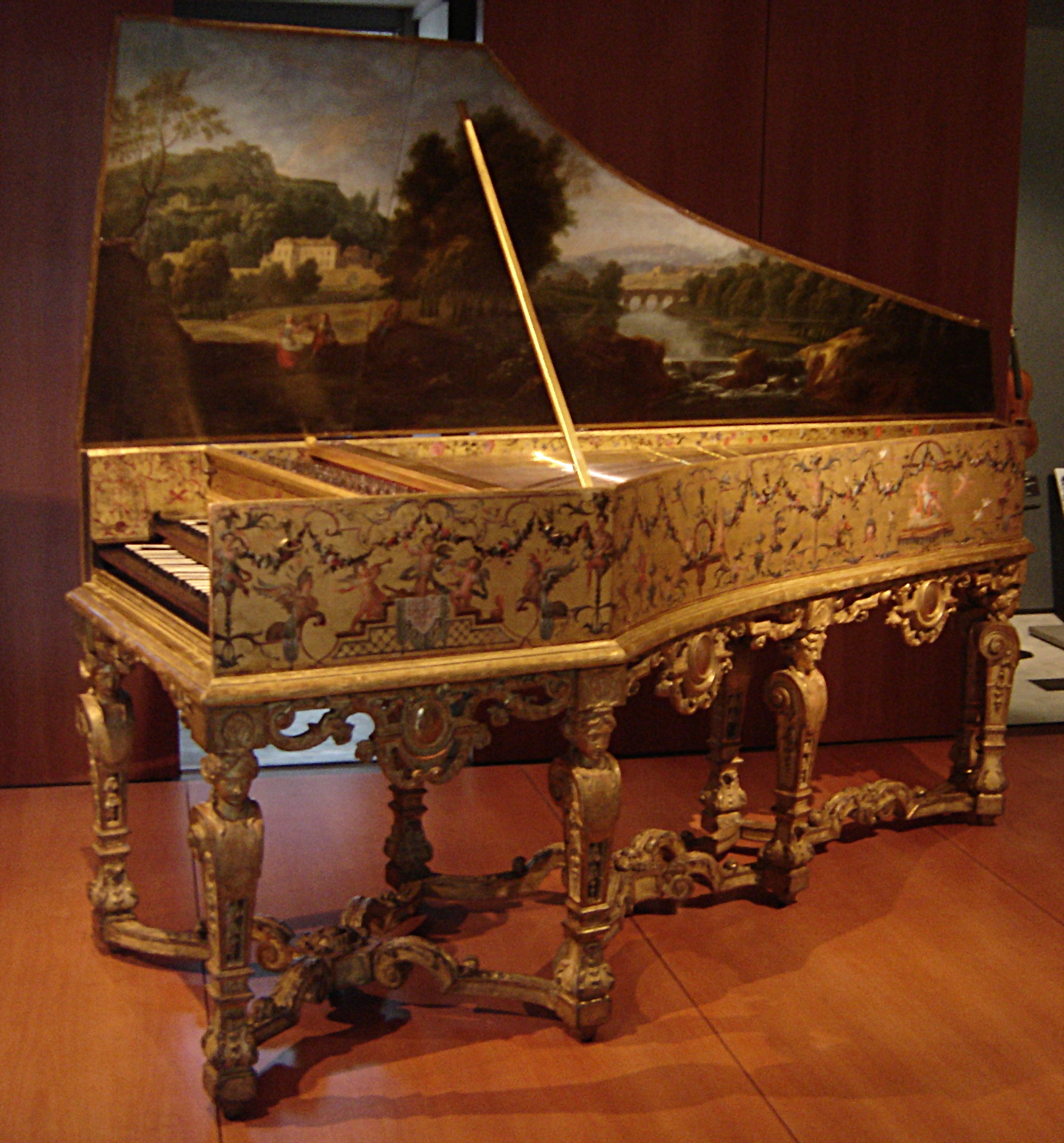
Le clavecin Ioannes Couchet, Anvers 1652 du Musée de la Musique (Paris).

La famille Couchet est une famille de facteurs de clavecins anversois, apparentée, héritière et continuatrice de l'activité de la famille des Ruckers.

## Ioannes Couchet
Ioannes Couchet (ou Jan Couchet) (2 février 1615 — 30 mars 1655) était un petit-fils de Hans Ruckers, par sa mère Catharina, épouse de Carel Couchet.
Après la mort de sa mère, il fut pris en apprentissage par son oncle Ioannes Ruckers, et fut admis comme maître à la Guilde de Saint-Luc après la mort de ce dernier en 1642.
Les clavecins de Jan Couchet furent peut-être encore plus prisés que ceux des Ruckers (Chambonnières en possédait un, dont il était particulièrement satisfait).
Il en subsiste aujourd'hui (selon G. Grant O'Brien) cinq datés entre 1645 et 1652, parfois ravalés par la suite. Ils sont exposés respectivement dans les musées suivants : 
- Édimbourg (Collection Russell, St Cecilia's Hall) : 1645, simple clavier
- Bruxelles (Musée des Instruments de musique : 1646, deux claviers
- Anvers (Vleeshuis) : 1650, muselaar
- New York (Metropolitan Museum of Art) : vers 1650, deux  clavier
- Paris (Musée de la musique) : 1652, deux claviers

Instruments construits par Jan Couchet
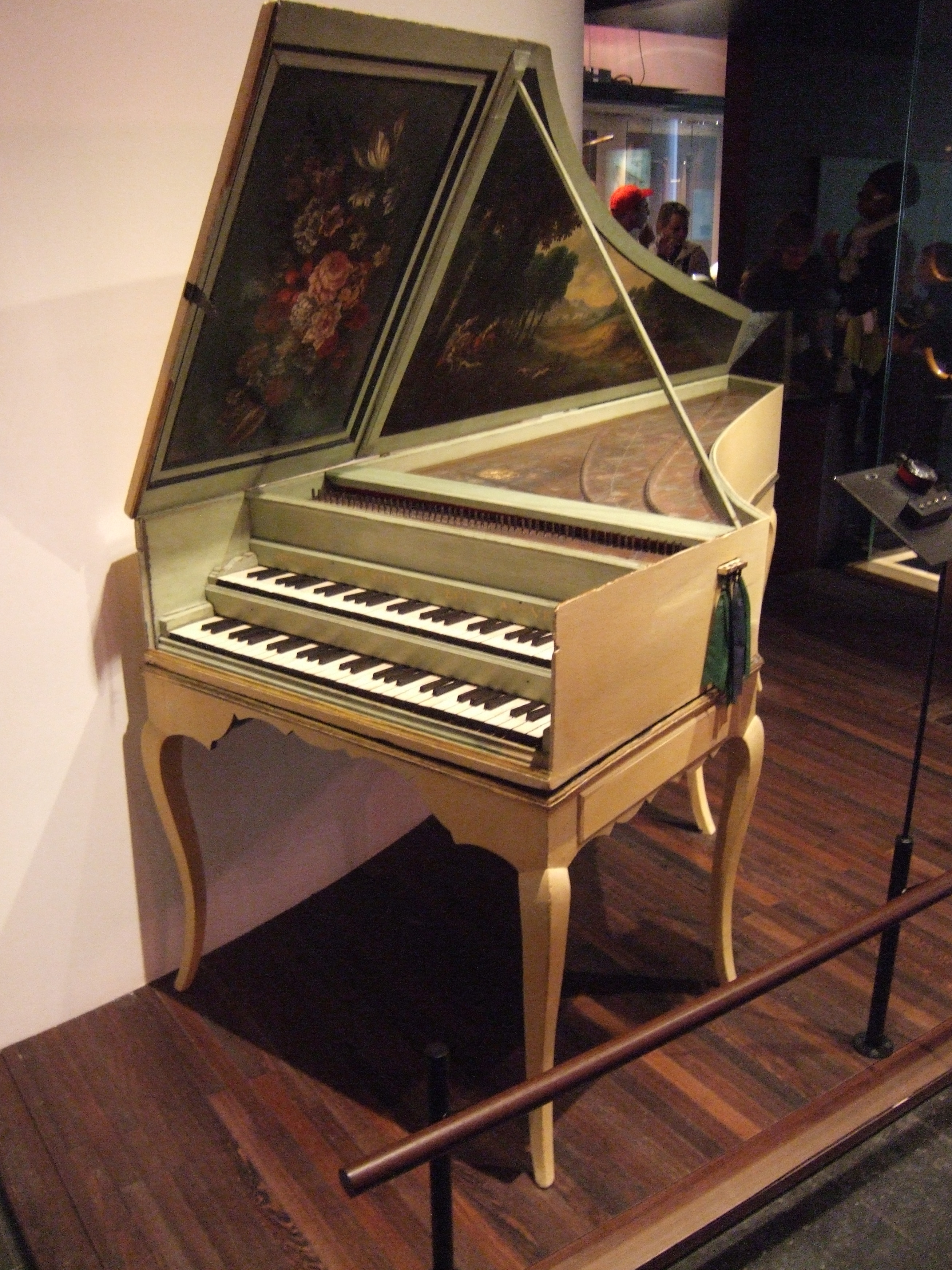
Clavecin de 1646 ravalé par Pascal Taskin Bruxelles, Musée des Instruments de Musique
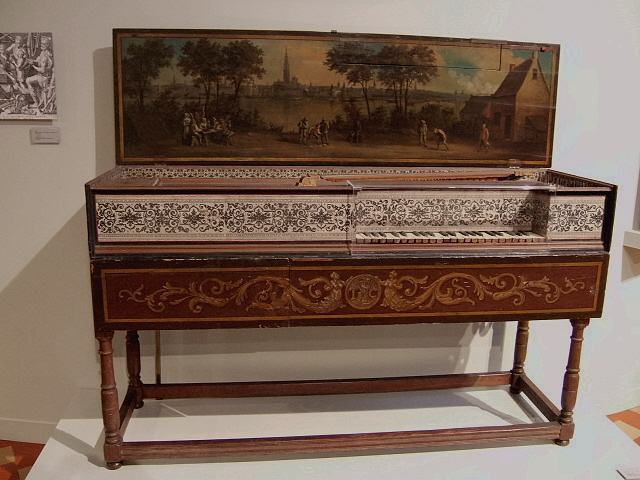
Muselaar de 1650 Anvers, Vleeshuis Museum
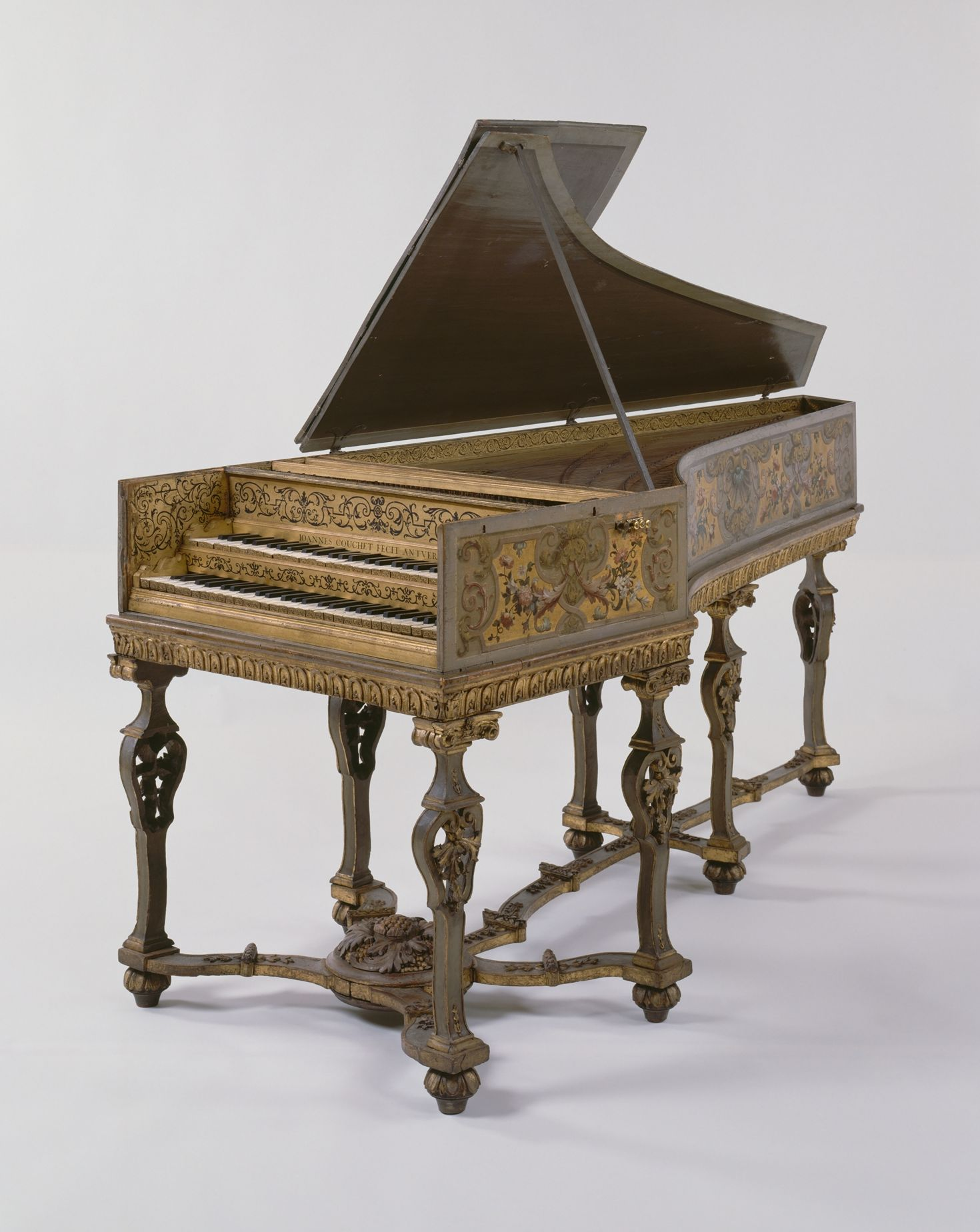
Clavecin de 1650 New York, Metropolitan Museum of Art
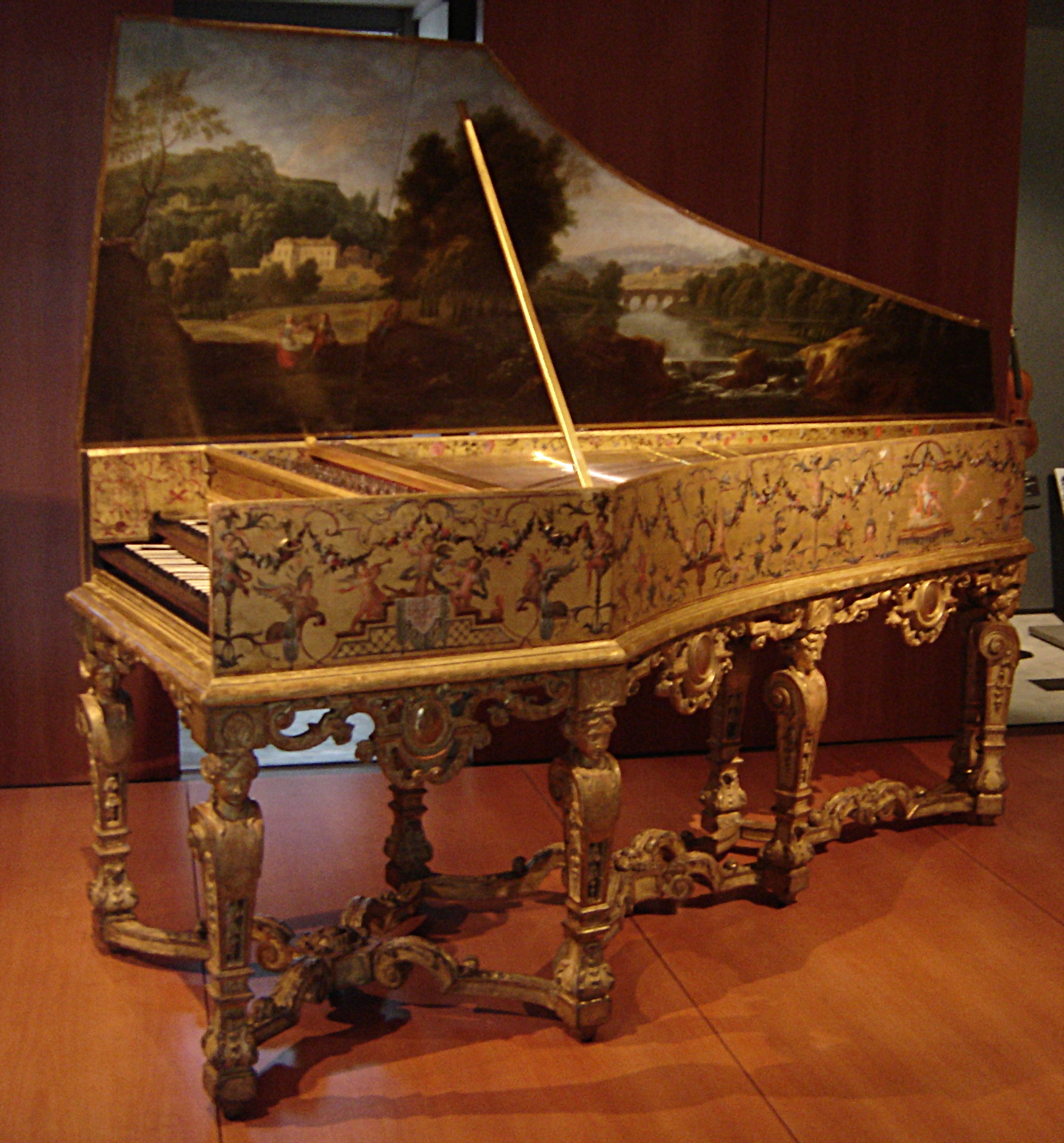
Clavecin de 1652 ravalé en 1701 Paris, Musée de la Musique

## Enfants
Trois des sept enfants de Jan Couchet devinrent eux aussi facteurs de clavecins :
Petrus Joannes Couchet fut admis comme maître par la Guilde de Saint Luc en 1655 ou 1656.
Joseph Joannes Couchet devint membre de la Guilde en 1666 ou 1667. Les instruments qui restant de lui sont : un clavecin à simple clavier daté de 1671 (qui est peut-être de Petrus Joannes), qui a été ravalé et muni d'un second clavier par Pascal Taskin en 1778 - un clavecin monoclavier de 1679, un double clavier de 1680, également ravalé par Taskin en 1781. Un autre instrument, non signé, également transformé par Taskin, peut aussi être de lui.
Maria Abraham Couchet fut aussi admis dans la Guilde en 1666 ou 1667.
Les instruments construits par Jan Couchet sont absolument semblables à ceux des Ruckers. Quelques-uns des derniers clavecins signés Ioannes Ruckers ont probablement été construits par Jan Couchet pendant son apprentissage. La famille Couchet continua à apporter des innovations aux modèles développés par les Ruckers. Il n'y a plus de mention de cette famille dans les registres de la Guilde de Saint-Luc après 1693.

## Discographie
Clavecin de Ioannes Couchet, Anvers 1652, ravalé en France en 1701 (collection du Musée de la musique)
- Froberger, Suite de clavecin et Toccatas par Christophe Rousset, clavecin Johannes Couchet (mars 1991, Harmonia Mundi) (OCLC 801112102)
- Louis Couperin, Nouvelles suites de clavecin - Christophe Rousset, clavecin I. Couchet (janvier 2018, 2 SACD Aparté 902501/02)

## Pour approfondir